# Ottavia Piccolo
Pour les articles homonymes, voir Piccolo.
Ottavia Piccolo est une actrice italienne, née le 9 octobre 1949 à Bolzano.
Ayant débuté avec un petit rôle dans Le Guépard, elle est principalement connue en France pour ses rôles dans La Veuve Couderc (1971) de Pierre Granier-Deferre, Un aller simple (1971) de José Giovanni, Zorro de Duccio Tessari,  et surtout le rôle-titre dans Mado (1976) de Claude Sautet, face à Michel Piccoli.

## Biographie

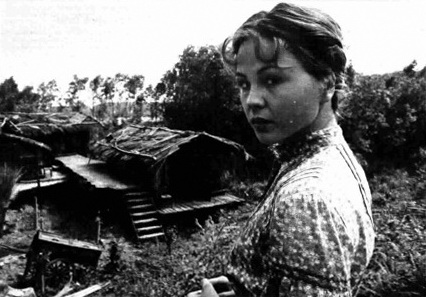
En 1971 dans Il mulino del Po.

Née à Bolzano en 1949, elle commence à monter sur les planches dès son plus jeune âge : à 11 ans, elle interprète Helen, la protagoniste de Miracle en Alabama de William Gibson, mis en scène par Luigi Squarzina : « Nous ne répéterons pas à quel point Anna Proclemer est excellente, et nous en avons ici la confirmation définitive. La surprise vient plutôt d'Ottavia Piccolo ». Elle approfondit sa formation artistique en apparaissant à la télévision dans Le notti bianche, d'après une histoire de Dostoïevski. Ses débuts au cinéma sont également importants : elle est l'une des filles du prince Salina dans Le Guépard de Luchino Visconti (1963).
En 1964, elle rencontre Giorgio Strehler, qui la dirige dans Barouf à Chioggia et, plus tard, dans Le Roi Lear de Shakespeare. Ses autres maîtres sont Luca Ronconi pour le théâtre et Mauro Bolognini pour le cinéma (Mademoiselle de Maupin). Dans Metello de ce dernier, adapté du livre de Vasco Pratolini, sa prestation est telle qu'elle reçoit le Prix d'interprétation féminine au Festival de Cannes 1970, le Ruban d'argent de la meilleure actrice, un David Spécial aux David di Donatello 1970 et un Globe d'or du meilleur espoir féminin.
Ce succès permet à l'actrice d'être adoptée par le cinéma français : elle sera notamment dirigée par   Pierre Granier-Deferre (La Veuve Couderc, 1971) et Claude Sautet (Mado, 1976). En 1968, elle tient le premier rôle féminin dans Serafino ou l'Amour aux champs de Pietro Germi, aux côtés d'Adriano Celentano. L'année suivante, elle joue un rôle secondaire dans la comédie 12 + 1, avec Vittorio Gassman, Sharon Tate, Orson Welles et Vittorio De Sica. En 1970, elle enregistre un 45 tours avec Rodolfo Baldini, avec qui elle est liée à l'époque (après un flirt avec Massimo Ranieri). Elle joue aux côtés de Brigitte Bardot dans son dernier film, L'Histoire très bonne et très joyeuse de Colinot trousse-chemise (1973) de Nina Companeez.
À partir du milieu des années 1970, elle se consacre principalement au théâtre de Shakespeare, Pirandello, Alfieri et Hofmannsthal, mais elle est surtout connue du grand public pour ses apparitions dans de nombreuses fictions télévisées, principalement basées sur des textes classiques de la littérature mondiale : parmi elles, Il mulino del Po et La coscienza di Zeno, réalisées par Sandro Bolchi, et La Chartreuse de Parme, réalisée par Bolognini.

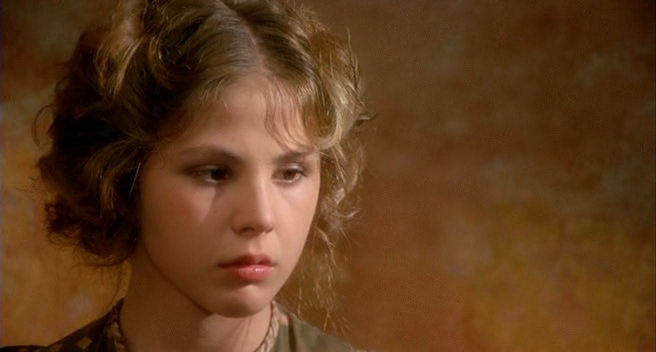
Ottavia Piccolo dans Bubu de Montparnasse (1971).

Dans le feuilleton télévisé Orlando Furioso, diffusé en 1975, la voix d'Ottavia Piccolo a été doublée en raison d'une situation imprévue : l'actrice a oublié son passeport dans un hôtel du sud de la France où elle tournait un film et, arrivée à Paris, elle a dû renoncer à son vol et au travail de doublage pour l'adaptation télévisée. En 1979, elle a été candidate aux élections politiques sur les listes du Parti socialiste italien à Milan, mais elle n'a obtenu que 1 923 voix et n'a pas été élue.
En 1980, elle anime l'émission Visto da..., créée par Enzo Marchetti et Stefano Jurgens et diffusée sur Rai 3. Entre 1982 et 1983, elle coanime avec Cristiano Minellono l'émission Musica, musica, musica parole di..., diffusée sur Radio 1. En 1987, elle revient au cinéma avec La Famille d'Ettore Scola (Ruban d'argent) et Da grande de Franco Amurri, aux côtés d'Alessandro Haber et de Renato Pozzetto.
Dans les années 1990, elle revient à la télévision, tant en Italie, où elle connaît un grand succès avec Chiara e gli altri, une série télévisée diffusée entre 1989 et 1991, qu'en France. Elle ne quittera pas pour autant le théâtre : elle sera, par exemple, Frosina dans L'Avare de Molière aux côtés de Paolo Villaggio. En 1996, au festival du film de Giffoni, elle présente La notte delle bugie avec Massimo Wertmüller. En 1999, lorsque le festival de Cividale del Friuli, Mittelfest, en collaboration avec l'association Soroptimist, crée le prix Adelaide Ristori, elle en remporte la première édition.

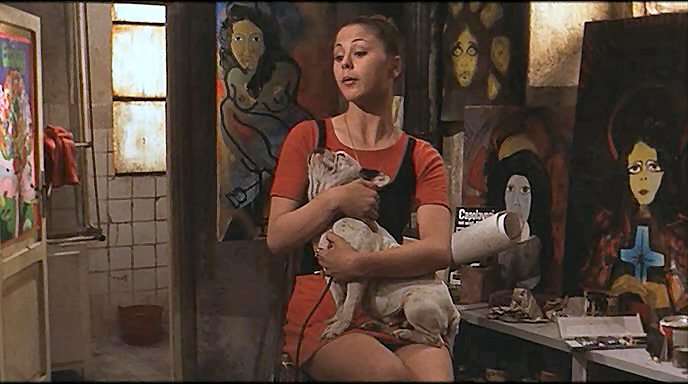
En 1971 dans le film Trastevere.

En 2004, elle joue le rôle d'une analyste dans Tu la conosci Claudia? (it), avec Aldo, Giovanni et Giacomo. En 2014, elle est nommée membre du corps enseignant de l'université Ca' Foscari par le recteur Carlo Carraro à Venise,. Ottavia Piccolo a également travaillé occasionnellement en tant que doubleuse : elle a par exemple prêté sa voix à Carrie Fisher dans le rôle de Leia Organa dans les films de La Guerre des étoiles.

### Vie privée
Après avoir été successivement en couple avec Massimo Ranieri et Rodolfo Baldini, elle épouse en 1974 le journaliste Claudio Rossoni, dont elle a un fils, Nicola, un an plus tard.
En 1987, sur proposition de Bettino Craxi, elle fait partie des membres de l'Assemblée nationale du Parti socialiste italien.

## Filmographie

### Cinéma
- 1963 : Le Guépard de Luchino Visconti : Caterina
- 1966 : Mademoiselle de Maupin (Madamigella di Maupin) de Mauro Bolognini : Ninon
- 1968 : Serafino de Pietro Germi : Lidia
- 1968 : Faustina de Luigi Magni : Faustina
- 1969 : 12 + 1 (Una su 13) de Nicolas Gessner et Luciano Lucignani : Stefanella
- 1970 : Metello de Mauro Bolognini : Ersilia
- 1971 : La Veuve Couderc de Pierre Granier-Deferre : Félicie
- 1971 : Bubu de Montparnasse (Bubù) de Mauro Bolognini : Berta
- 1971 : Un'anguilla da 300 milioni de Salvatore Samperi : Margherita Tellini
- 1971 : Un aller simple de José Giovanni : Teena
- 1971 : Trastevere de Fausto Tozzi : Nanda
- 1972 : Uccidere in silenzio de Giuseppe Rolando (it) : Valeria Corsini
- 1972 : La Drôle d'affaire (La cosa buffa) d'Aldo Lado : Maria Borghetto
- 1973 : L'Histoire très bonne et très joyeuse de Colinot trousse-chemise de Nina Companeez : Bergamotte
- 1974 : Antoine et Sébastien de Jean-Marie Périer : Nathalie
- 1975 : Zorro de Duccio Tessari : Contessina Ortensia Pulido
- 1976 : Mado de Claude Sautet : Mado
- 1987 : Da grande de Franco Amurri  : la mère
- 1987 : La Famille (La famiglia) de Ettore Scola : Adelina
- 1988 : Sposi : Federica
- 1990 : Nel giardino delle rose (it) de Luciano Martino
- 1991 : Condominio (it) de Felice Farina : Adelaide
- 1991 : Barocco de Claudio Sestieri : Sandra Flores
- 1993 : Le Long Silence (Il lungo silenzio) de Margarethe von Trotta : Rosa
- 1995 : Bidoni (it) de Felice Farina : Simona
- 1996 : Mon capitaine, un homme d'honneur (Marciando nel buio) de Massimo Spano (it) : Gabriella Scarpa
- 2004 : Tu la conosci Claudia? (it) de Massimo Venier : L'analyste
- 2016 : 7 minuti de Michele Placido : Bianca
- 2021 : Welcome Venice d'Andrea Segre : La femme de Toni

### Télévision

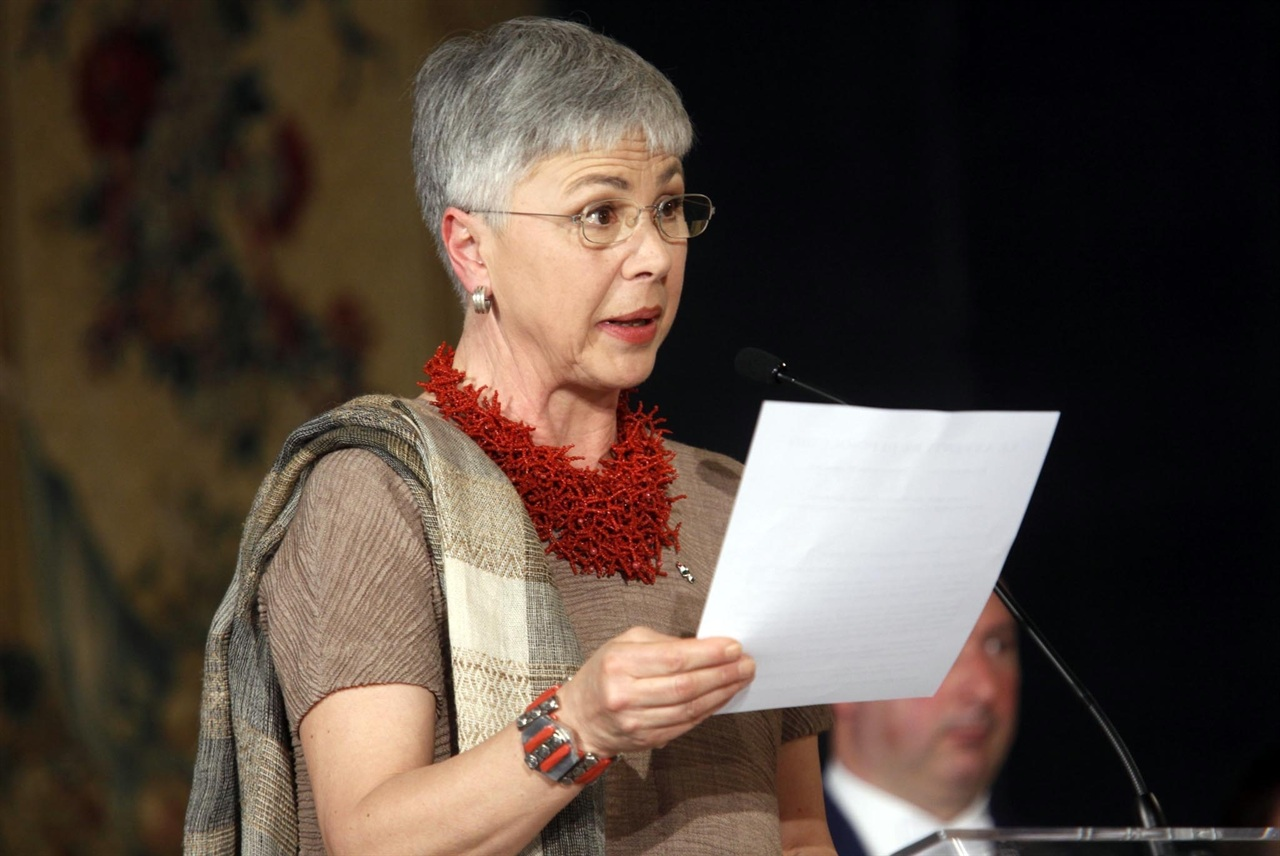
En 2011.

- 1963 : Le notti bianche (téléfilm)
- 1967 : La Roma di Moravia (téléfilm) : Rosella
- 1968 : Felicita Colombo (téléfilm)
- 1971 : Léonard de Vinci (téléfilm) : Béatrice d'Este
- 1975 : Orlando furioso (it) (Série) : Angelica
- 1982 : L'ami(e) étranger (téléfilm) : Edith/L'inconnue
- 1982 : La Biondina (téléfilm) : Adelina
- 1982 : De bien étranges affaires (Série) : Edith
- 1982 : La Chartreuse de Parme (Série) : Marietta
- 1985 : Le Paria (série télévisée) : Catherine
- 1986 : Mino (en) (Série) : Enrica
- 1988 : La coscienza di Zeno (téléfilm) : Augusta Malfenti
- 1989 : Chiara e gli altri (Série) : Livia Malfatti
- 1991 : ...Se non avessi l'amore (téléfilm) : Adelaide Frassati
- 1993 : Le Ciel pour témoin (téléfilm) : Suzanne
- 1994 : La Colline aux mille enfants de Jean-Louis Lorenzi (téléfilm) : Martha Fontaine
- 1995 : Il prezzo della vita (Série)
- 1996 : Donna (Série) : Matilde
- 1998 : Deux mamans pour Noël de Paul Gueu (téléfilm) : Maria
- 2002 : Per amore (téléfilm) : Anita
- 2002 : Cuccioli (Série)
- 2006 : La moglie cinese (Série) : Giulia Bandarin
- 2006 : Questa è la mia terra (Série) : Anna Petrucci:
- 2009 : Una sera d'ottobre (téléfilm) : Daniela Piccinelli
- 2014 : Una buona stagione (Série) : Emma Santangelo

## Récompenses et distinctions
- Festival de Cannes 1970 : prix d'interprétation féminine pour Metello